# Димитър Трайков (революционер)
Вижте пояснителната страница за други личности с името Димитър Трайков.
Димитър Лазаров Трайков е български революционер, деец на Вътрешната македоно-одринска революционна организация.

## Биография
Димитър Трайков е роден в 1875 година в костурското село Дреновени, тогава в Османската империя, днес в Гърция. В 1902 година влиза във ВМОРО в родното си село. Изпълнява куриерски задачи между Дреновени, Жупанища, Дъмбени и Вишени. Участва в Илинденско-Преображенското въстание с четата на Митре Влаха в Костурско. Участва в нападението на помашкото село Жервени, в сражението с войска над Апоскеп, при местността Ковача и в сражението над Дъмбени, при местността Кърката, при обсадата на Писодерския мост и на Бигла планина, а също и в 14-часовото сражение с войска от Лерин при местността Езерците, северно от Писодерския мост. След това участва в превземането на Невеска и в сраженията за Върбица, след които с отряда на Иван Попов се оттегля към Преспа и участва в сражението при Пожарско, Влашките колиби и в това при Чанища.
При потушаването на въстанието къщата му е изгорена. След амнистията се легализира в Дреновени, но властите го преследват постоянно и той е принуден да емигрира в Свободна България. В 1906 година заминава на гурбет в Америка. След като Дреновени попада в Гърция в 1912 година, гръцките власти конфискуват имотите му.
На 7 април 1943 година, като жител на Варна, подава молба за българска народна пенсия, която е одобрена и пенсията е отпусната от Министерския съвет на Царство България.